# Canton de Châteauroux-1
Le canton de Châteauroux-1 est une division administrative française, située dans le département de l'Indre, en région Centre-Val de Loire.
Il a été créé par le décret du 18 février 2014 et est entré en vigueur lors des premières élections départementales (2015) suivant la publication du décret.

## Géographie
Ce canton est organisé autour de la commune de Châteauroux. Il est entièrement inclus dans l'arrondissement éponyme, et se situe au centre du département.
Son altitude varie de 140 m (Déols) à 165 m (Déols).
Le canton dépend de la première circonscription législative de l'Indre.

## Histoire
Un nouveau découpage territorial de l'Indre (département) entre en vigueur à l'occasion des élections départementales de 2015. Il est défini par le décret du 18 février 2014, en application des lois du 17 mai 2013 (loi organique 2013-402 et loi 2013-403).
Les conseillers départementaux sont, à compter de ces élections, élus au scrutin majoritaire binominal mixte. Les électeurs de chaque canton élisent au Conseil départemental, nouvelle appellation du Conseil général, deux membres de sexe différent, qui se présentent en binôme de candidats. Les conseillers départementaux sont élus pour 6 ans au scrutin binominal majoritaire à deux tours, l'accès au second tour nécessitant 12,5 % des inscrits au 1er tour. En outre la totalité des conseillers départementaux est renouvelée. Ce nouveau mode de scrutin nécessite un redécoupage des cantons dont le nombre est divisé par deux avec arrondi à l'unité impaire supérieure si ce nombre n'est pas entier impair, assorti de conditions de seuils minimaux. Dans l'Indre, le nombre de cantons passe ainsi de 26 à 13.
Le canton de Châteauroux-1 est formé d'une commune de l'ancien canton de Châteauroux-Est (Déols) et d'une fraction de la commune de Châteauroux. Le bureau centralisateur est situé à Châteauroux.

## Représentation
| Période élective | Période élective | Mandat | Mandat   | Identité         | Nuance | Nuance | Qualité |
| ---------------- | ---------------- | ------ | -------- | ---------------- | ------ | ------ | --- |
| 2015             | 2021             | 2015   | 2021     | Michel Blondeau  |        | UDI    | Vice-président du conseil départemental de l'Indre Ancien Maire de Déols (1989-2020) Ancien conseiller général du Canton de Châteauroux-Est Retraité de la Fonction publique                                                                                               |
| 2015             | 2021             | 2015   | 2021     | Florence Petipez |        | LR     | Vice-présidente du conseil départemental de l'Indre Commerçante |
| 2021             | 2028             | 2021   | en cours | Marc Fleuret     |        | UDI    | Conseiller général sortant du canton de Châteauroux-3, Président du conseil départemental |
| 2021             | 2028             | 2021   | en cours | Florence Petipez |        | LR     | Conseillère sortante, 3e Vice-présidente déléguée à la Commande Publique et au Sport Adjointe au Maire de Châteauroux déléguée aux Affaires générales, aux Moyens généraux, à l'État civil, au Domaine funéraire, au Patriotisme, à la Protection animale et aux Élections |

### Résultats électoraux

#### Départementales de 2015
À l'issue du 1er tour des élections départementales de 2015, deux binômes sont en ballottage : Michel Blondeau et Florence Petipez (Union de la Droite, 45,88 %) et Jacqueline Asselin et Hervé Forest (FN, 20,02 %). Le taux de participation est de 46,11 % (6 188 votants sur 13 420 inscrits) contre 53,14 % au niveau départemental et 50,17 % au niveau national.
Au second tour, Michel Blondeau et Florence Petipez (Union de la Droite) sont élus avec 75,78 % des suffrages exprimés et un taux de participation de 45,69 % (4 080 voix pour 6 131 votants et 13 420 inscrits).

#### Élections de juin 2021
Le premier tour des élections départementales de 2021 est marqué par un très faible taux de participation (33,26 % au niveau national). Dans le canton de Châteauroux-1, ce taux de participation est de 31,92 % (4 080 votants sur 12 782 inscrits) contre 35,86 % au niveau départemental. À l'issue de ce premier tour, deux binômes sont en ballottage : Marc Fleuret et Florence Petipez (Union à droite, 59,13 %) et Antoine Léaument et Brigitte Nicolas-Rabottin (Union à gauche, 22,57 %).
Le second tour des élections est marqué une nouvelle fois par une abstention massive équivalente au premier tour. Les taux de participation sont de 34,36 % au niveau national, 35,86 % dans le département et 32,05 % dans le canton de Châteauroux-1. Marc Fleuret et Florence Petipez (Union à droite) sont élus avec 71,35 % des suffrages exprimés (2 627 voix pour 4 098 votants et 12 785 inscrits),,.

## Composition
| Nom                                 | Code Insee | Intercommunalité         | Superficie (km2) | Population (dernière pop. légale)               | Densité (hab./km2) | Modifier                                    |
| ----------------------------------- | ---------- | ------------------------ | ---------------- | ----------------------------------------------- | ------------------ | ------------------------------------------- |
| Châteauroux (bureau centralisateur) | 36044      | CA Châteauroux Métropole | 25,54            | Fraction : 9 196 (2022) Commune : 43 079 (2022) | 1 687              | modifier les données · modifier les données |
| Déols                               | 36063      | CA Châteauroux Métropole | 31,74            | 7 618 (2022)                                    | 240                | modifier les données · modifier les données |
| Canton de Châteauroux-1             | 3605       |                          |                  | 16 814 (2022)                                   |                    | modifier les données                        |

Châteauroux est fractionné en trois cantons. La limite du canton de Châteauroux-1 commence au nord d'une ligne définie par l'axe des voies et limites suivantes : depuis la limite territoriale de la commune de Déols, avenue Marcel-Lemoine, avenue Gédéon-Duchâteau, cours de l'Indre, avenue du 6-Juin-1944-et-du-Débarquement-Allié, avenue Charles-de-Gaulle, rue de la Couture, rue Kléber, boulevard George-Sand, rue de la Couture, boulevard de la Vrille, boulevard Arago, boulevard Croix-Normand, boulevard de Cluis, avenue de La Châtre, ligne de chemin de fer des Aubrais à Montauban, boulevard de Bryas, boulevard Saint-Denis, chemin du Lavoir, ligne droite dans le prolongement du chemin du Lavoir jusqu'au croisement du cours de l'Indre et jusqu'à la limite territoriale de la commune de Déols.

## Démographie
En 2022, le canton comptait 16 814 habitants, en évolution de +0,77 % par rapport à 2016 (Indre : −3 %, France hors Mayotte : +2,11 %).
| 2013   | 2018   | 2022   |
| ------ | ------ | ------ |
| 17 357 | 16 842 | 16 814 |